# Matilde de Henao
Matilde de Henao (29 de noviembre de 1293-1331) fue princesa de Acaya desde 1313 hasta 1318.
A partir de 1307, cuando Felipe de Saboya renunció a su reclamación, en 1312, cuando Isabel de Villehardouin murió, Acaya era disputada entre dos pretendientes: Isabel y Felipe I de Tarento. En 1313, Felipe le concedió a Matilde, la hija de Isabel y su primer esposo Florencio de Henao. A la muerte de Isabel, sin embargo, Fernando de Mallorca reclamó el principado por el derecho de su esposa, Isabel de Sabran, la hija de la hermana menor de Isabel Margarita de Villehardouin.
En 1299, cuando todavía era una niña, se había casado con Guido II de la Roche, duque de Atenas. Viuda en 1308, se volvió a casar con Luis de Borgoña (1313), quien ocupaba la dignidad titular del extinto Reino de Tesalónica. El matrimonio tenía la intención de unir a las casas de Anjou y de Borgoña. Entonces era el compromiso de la emperatriz Catalina II con Hugo V de Borgoña, hermano mayor de Luis. Sin embargo, Carlos de Valois, el padre de Catalina, anuló el matrimonio y en su lugar la casó con Felipe de Tarento. En un esfuerzo por compensar a los borgoñones Felipe renunció a su pretensión sobre Acaya en favor de Matilde y le dio la mano a Luis.
La nueva pareja se marchó rápidamente a Grecia para tomar posesión de su feudo, que fue ocupada por su rival Fernando. En la batalla de Manolada el 5 de julio de 1316, Fernando fue vencido y muerto y Luis tomó el control de la Élide. Sin embargo, fue envenenado poco después, dejándola viuda por segunda vez a los 23 años de edad, a cargo de Morea. Morea fue disputada luego por diversos reclamantes y Matilde fue desposeída de su sólidamente feudo en 1318, año en que Juan, duque de Durazzo, un angevino, secuestró a la princesa y la obligó a casarse con él. Ella no le dio hijos, sin embargo, y la repudió en 1321. Matilde se casó nuevamente con Hugo de La Palice y se retiró a Aversa, donde murió en 1331.